# Noémie Tiberi
Noémie Tiberi (auch als Noémi Toberi geführt, * 13. August 1991) ist eine luxemburgische Fußballspielerin.

## Karriere
Tiberi spielte für den Verein FC Progrès Niederkorn und wurde dort 2011 luxemburgische Meisterin. Im gleichen Jahr kam die Mittelfeldspielerin im Rahmen des EM-Qualifikationsspiels gegen Litauen (1:4) und des Testspiels gegen Wales (1:5) zu ihren ersten beiden Einsätzen in der luxemburgischen Nationalmannschaft. 2017 wechselte sie weiter zum Ligarivalen Jeunesse Junglinster und gewann dort ein Jahr später das Double aus Meisterschaft und Pokal. Erst 2021 wurde sie dann nach zehn Jahren wieder in die Nationalmannschaft berufen und ist seitdem Stammspielerin.

## Erfolge
- Luxemburgische Meisterin: 2011, 2018
- Luxemburgische Pokalsiegerin: 2018